# Saint-Riquier
Saint-Riquier é uma comuna francesa na região administrativa de Altos da França, no departamento de Somme. Estende-se por uma área de 14.48 km². Em 2010 a comuna tinha 1 299 habitantes (densidade: 89,7 hab./km²).